# Mount Cleary
Mount Cleary är ett berg i Antarktis. Det ligger i Östantarktis. Nya Zeeland gör anspråk på området. Toppen på Mount Cleary är 1 400 meter över havet.
Terrängen runt Mount Cleary är huvudsakligen kuperad, men åt sydost är den bergig. Trakten är obefolkad. Det finns inga samhällen i närheten.